# Осичнюк Ганна Захарівна
Ганна Захарівна Осичнюк (25 вересня 1926, Кіровоградська область — 13 травня 1998, Київ) — український ентомолог, фахівець з бджіл, кандидат біологічних наук. Автор, поміж інших публікацій, 2 монографій з серії «Фауна України» (1970, 1977). Лауреатка премії ім. Д. К. Заболотного АН УРСР (1981). Описала близько 100 нових для науки видів бджіл. Іншими фахівцями на її честь названі деякі таксони, зокрема підрід Osychnyukandrena.

## Біографія
У 1952 році закінчила біологічний факультет Київського державного університету. З 1956 працювала в Інституті зоології НАН України.

## Керівництво дисертаціями
Під керівництвом Г. З. Осичнюк було захищено принаймні дві кандидатські дисертації: майбутнього академіка НАН України Володимира Григоровича Радченка «Биология пчелиных (Hymenoptera, Apoidea) юго-восточной части Украины» (1982) та Людмили Петрівни Ромасенко «Гнездостроящие мегахилиды (Hymenoptera, Apoidea, Megachilidae) Украины и их экологические особенности» (1984).

## Деякі найважливіші наукові праці

### Монографії
- Осичнюк А. З. Фауна України. Бджолині. Бджоли — колетиди. / Г. З. Осичнюк. — Київ : Наукова думка, 1970. Т.12. Вип. 4. — 156 с.
- Осичнюк А. З. Фауна України. Бджолині. Бджоли — андреніди. / Г. З. Осичнюк. — Київ: Наукова думка, 1977. Т.12. Вип. 5. — С. 5-327.
- Osytshnjuk, A., Romasenko, L., Banaszak, J. and Cierzniak, T., 2005. Andreninae of the Central and Eastern Palaearctic. Part, 1. Poznan: Wydawniztwo Polskie Towarzystwo Entomologiczne. 235 pp.
- Osytshnjuk, A.Z., Romasenko, L., Banaszak, J. and Motyka, E., 2008. Andreninae of the Central and Eastern Palaearctic, Part 2. Andreninae of the Central and Eastern Palaearctic, Part 2.  Wrocław: Polish Entomological Society. 233 pp.

### Статті
- Осычнюк А. З., Панфилов Д. В., Пономарева А. А. Надсемейство Apoidea. // Определитель насекомых европейской части СССР. Л., 1978. Т. 3, ч. 1: Перепончатокрылые. С. 279—518.
- Осычнюк А. З. 1995. Сем. Andrenidae — Андрениды // Определитель насекомых Дальнего Востока России. — Санкт-Петербург. — Том 4. — Часть 1. — С. 489—527.
- Осычнюк А. З. Новый вид рода Andrena F,(Hymenoptera, Apoidea, Andrenidae) из Приморья // В сб.: Перепончатокрылые Дальнего Востока. Владивосток, 1981. С. 113—116.
- Осычнюк А. З. Новые дальневосточные виды андрен порода Euandrena Hed. (Hynenoptera, Apoidea, Andrenidae) // В кн.: Перепончатокрылые Восточной Сибири и Дальнего Востока. Владивосток, 1986. С. 111—116.
- Осычнюк А. З., Маршаков В. Г., Романькова Т. Г., Левчинская Г. Н. К изучению пчелиных (Apoidea) и роющих ос (Sphecidae) в Лазовском заповеднике Приморского края // Вестник Харьковского ун-та. Проблемы онтогенеза, гетерозиса и экологии животных. Харьков: Высшая школа, 1980. № 195. С. 76-78.
- Osytshnjuk, A.Z., 1993. New subgenera and new species of Palaearctic Andrena bees (Hymenoptera, Andrenidae). Vest. Zool., 5: 60-66.
- Osytshnjuk, A.Z., 1985. Two new Asiatic Andrena species (Hymenoptera, Andrenidae). Vest. Zool., 3: 19-23.
- Осычнюк А. 3. Предварительный эколого-фаунистический обзор пчелиных (Apoidea) Каневского заповедника // Материалы к изучению фауны и экологии насекомых центральных районов лесостепи Украины. Киев: Киев. гос. ун-т, 1963. С. 178-199.